# Campbell (Texas)
Pour les articles homonymes, voir Campbell.
Campbell est une ville située au centre-est du comté de Hunt au Texas, aux États-Unis,. La ville est fondée en 1880.

## Démographie
Lors du recensement de 2010, la ville comptait une population de 638 habitants. Elle est estimée, en 2018, à 620 habitants.

### Source de la traduction
- (en) Cet article est partiellement ou en totalité issu de l’article de Wikipédia en anglais intitulé « Campbell, Texas » (voir la liste des auteurs).